# Ка Рајнати (Тревизо)
Ка Рајнати је насеље у Италији у округу Тревизо, региону Венето.
Према процени из 2011. у насељу је живело 1719 становника. Насеље се налази на надморској висини од 84 м.